# Dorje Drag
Dorje Drag (Tibetaans voor Onverwoestbare Rots) is een klooster in Dranang in de regio Lhokha in Tibet.
Het klooster werd in 1632 in de provincie Kham gesticht door Rigzin Ngagi Wangpo. Binnen het Tibetaans boeddhisme is het een van de zes moederkloosters in de traditie nyingma. De andere vijf zijn Dzogchen, Kathog, Mindroling, Palyul en Shechen.
Het klooster werd verwoest tijdens vooral de Culturele Revolutie (1966-76) en is gedeeltelijk opnieuw opgebouwd na 1984.
De zetel van de nyingma werd verplaatst naar Shimla, in Indiase staat Himachal Pradesh en heeft daar de naam Thubten E-vam Dorjey Drag. De huidige troonhouder is de Taklung Tsetrül Rinpoche.